# Episodi di The George Burns and Gracie Allen Show (terza stagione)
La terza stagione della serie televisiva The George Burns and Gracie Allen Show è stata trasmessa in anteprima negli Stati Uniti d'America dalla CBS tra il 9 ottobre 1952 e il 17 agosto 1953.
| nº | Titolo originale                                         | Titolo italiano | Prima TV USA     | Prima TV Italia |
| -- | -------------------------------------------------------- | --------------- | ---------------- | --------------- |
| 1  | Wardrobe Woman Wins Free Trip to Hawaii                  |                 | 9 ottobre 1952   |                 |
| 2  | Gracie Giving Party for Atomic Scientist                 |                 | 16 ottobre 1952  |                 |
| 3  | George Sneezing/Gracie Thinks He's Insane                |                 | 23 ottobre 1952  |                 |
| 4  | Gracie Buying Boat for George                            |                 | 30 ottobre 1952  |                 |
| 5  | Gracie Having George's Portrait Painted                  |                 | 6 novembre 1952  |                 |
| 6  | Gracie and Blanche Hire Two Gigolos to Take Them Out     |                 | 13 novembre 1952 |                 |
| 7  | Sampter Clayton Ballet/Selling Tickets                   |                 | 20 novembre 1952 |                 |
| 8  | Skating Pearsons Come to Visit                           |                 | 27 novembre 1952 |                 |
| 9  | Gracie Selling Swamp So Harry Will Buy TV Set            |                 | 4 dicembre 1952  |                 |
| 10 | Silky Thompson/Gracie Writes 'My Life with George Burns' |                 | 11 dicembre 1952 |                 |
| 11 | Gracie Thinks George Is Going to Commit Suicide          |                 | 18 dicembre 1952 |                 |
| 12 | Von Zell Dates Married Woman/Jealous Husband             |                 | 25 dicembre 1952 |                 |
| 13 | Uncle Clyde Comes to Visit/Renting Room                  |                 | 1º gennaio 1953  |                 |
| 14 | Gracie Thinks Harry Morton Is in Love With Her           |                 | 8 gennaio 1953   |                 |
| 15 | Gracie Trying to Keep Mortons From Moving Away           |                 | 15 gennaio 1953  |                 |
| 16 | Gracie Thinks She's Not Married to George                |                 | 22 gennaio 1953  |                 |
| 17 | Tax Refund                                               |                 | 29 gennaio 1953  |                 |
| 18 | Cigarette Girl/Georgie Jessel/Teddy Bear                 |                 | 5 febbraio 1953  |                 |
| 19 | Gracie on Train/Murder                                   |                 | 12 febbraio 1953 |                 |
| 20 | Blanche Wants New Car/Gracie Gets Von Zell a Wife        |                 | 19 febbraio 1953 |                 |
| 21 | Gracie Gives a Swamp Party                               |                 | 26 febbraio 1953 |                 |
| 22 | George and Gracie Hear a Burglar/Up All Night            |                 | 5 marzo 1953     |                 |
| 23 | Gracie Buying a Ranch for George                         |                 | 12 marzo 1953    |                 |
| 24 | Gracie Gets George in the Army                           |                 | 19 marzo 1953    |                 |
| 25 | Gracie Reports Car Stolen                                |                 | 26 marzo 1953    |                 |
| 26 | Gracie Pretends to Be a College Boy's Mother             |                 | 30 marzo 1953    |                 |
| 27 | Misunderstanding Over Buying Mountain Cabin              |                 | 6 aprile 1953    |                 |
| 28 | Blanche Secretly Buys a Fur Stole                        |                 | 13 aprile 1953   |                 |
| 29 | Gracie Takes Spanish Lessons                             |                 | 20 aprile 1953   |                 |
| 30 | Gracie & Cleaning Woman/Vanderlips                       |                 | 27 aprile 1953   |                 |
| 31 | Von Zell's Girlfriend Between Trains                     |                 | 4 maggio 1953    |                 |
| 32 | George Lectures at UCLA                                  |                 | 11 maggio 1953   |                 |
| 33 | Gracie and Harry Morton/Missing Persons Bureau           |                 | 18 maggio 1953   |                 |
| 34 | Surprise Party for Mortons/Sanitarium Routine            |                 | 6 luglio 1953    |                 |
| 35 | Perry & Pete/Gracie's Cousins/Sneak Thieves              |                 | 13 luglio 1953   |                 |
| 36 | Gracie Doing a Picture Without George                    |                 | 20 luglio 1953   |                 |
| 37 | Gracie Trying to Get George to Go on Trip East           |                 | 27 luglio 1953   |                 |
| 38 | Gracie Sees a Hold-Up/Johnny Velvet                      |                 | 3 agosto 1953    |                 |
| 39 | Gracie and George Locked Out of Their House              |                 | 10 agosto 1953   |                 |
| 40 | Gracie at Department Store                               |                 | 17 agosto 1953   |                 |